# طريق 5 (الأردن)
الطريق السريع 5 هو طريق سريع يبدأ من الشمال الشرقي في الأردن وينتهي بأقصى الجنوب الأردني. يبدأ الطريق من الصفاوي، من طريق العراق السريع في الشمال وينتهي عند الحدود السعودية في المدورة في الجنوب.